# Anthony Young
Anthony Young   (gener 1683 - 8 de maig de 1747) va ser un organista i compositor anglès. Va formar part d'una coneguda família anglesa de músics que incloïa diversos cantants i organistes professionals durant els segles XVII i XVIII.

## Biografia
Anthony Young va néixer en una família de músics, els seus estudis inicials van ser amb el seu pare al costat del seu germà petit Charles Young, que també es convertiria en un organista d'èxit i compositor menor. De nen va cantar com a corista a la Chapel Royal fins al març de 1700. L'historiador de la música Charles Burney va escriure que Anthony va ser organista a "St Katherine Cree" des de 1702 fins a 1706, però els estudis moderns fan que això sembli poc probable. No obstant això, va ocupar el càrrec a "St. Clement Danes" des de 1707 fins a la seva mort a Londres el 1747. Anthony era, per tots els comptes, un organista fantàstic i molt considerat entre els seus companys. Juntament amb Edward Purcell (fill gran d'Henry Purcell), Thomas Arne, William Boyce, Johann Christoph Pepusch i George Frideric Handel, va ser membre fundador de la "Royal Society of Musicians" el 1739.
Diverses de les nebodes de Young també van tenir carreres musicals reeixides. La seva neboda Cecilia Young (1712–1789) va ser una de les més grans sopranos angleses del segle XVIII i l'esposa del compositor Thomas Arne. La seva altra neboda Isabella també va ser una soprano d'èxit i l'esposa del compositor John Frederick Lampe, i la seva neboda Esther era una coneguda contralt i esposa de Charles Jones, un dels editors musicals més grans d'Anglaterra durant el segle XVIII. El nebot de Young, Charles, era un empleat del Tresor, les filles del qual, Isabella, Elizabeth i Polly van seguir els passos de les seves ties per convertir-se en cantants d'èxit.

## Obres
Encara que Young no va ser un compositor prolífic, el poc que va escriure va tenir un èxit comercial. Set de les seves cançons van aparèixer a "The Monthly Mask of Vocal Music" entre 1705 i 1709, va publicar "A New Collection of Songs" (1707) i el 1719 Walsh i Hare van publicar els seus Suits of Lessons for the Harpsichord or Spinnet. Tots ells es van vendre bé, especialment la darrera publicació. Young també va escriure música d'orgue i himnes que mai van ser publicats.